# Flaherty Island
Flaherty Island – wyspa z archipelagu Wysp Belchera w Zatoce Hudsona w Kanadzie. Administracyjnie należy do regionu Qikiqtaaluk w terytorium Nunavut. 
Na północnym krańcu wyspy znajduje się wioska Inuitów Sanikiluaq, która jest najbardziej wysuniętą na południe miejscowością Nunavutu.
Nazwa wyspy pochodzi od nazwiska amerykańskiego antropologa wizualnego Roberta J. Flaherty′ego.